# Luisa Cuesta Gutiérrez
Luisa Cuesta Gutiérrez (Medina de Rioseco, Valladolid, 19 d'agost de 1892 - Madrid, 1 de setembre de 1962) va ser una mestra, bibliotecària i advocada espanyola, primera professora universitària espanyola i primera dona a matricular-se en estudis de Dret.

## Trajectòria
El 1910 va acabar el batxillerat amb qualificació d'excel·lent a l'Institut de Valladolid. Aquest mateix any es promulgava la Reial ordre que permetia l'accés de les dones espanyoles a la universitat, essent Emilia Pardo Bazán consellera de ministeri d'Instrucció Pública.
Va obtenir el títol de mestra a l'Escola Normal de Valladolid amb un expedient també d'excel·lent. L'any 1914 va aprovar unes oposicions de mestra nacional, i ocupà un lloc a l'escola de Población de Campos (Palència). Al mateix temps que treballava es va matricular en l'anomenada Universitat Literària de Valladolid, on cursà el primer any (1914-1915) amb matrícula d'honor en totes les matèries. Posteriorment va fer els tres cursos següents a la Universitat Central de Madrid, després de sol·licitar-hi el trasllat i renunciar al seu lloc de mestra.
Durant els anys d'estudiant a Madrid, va estar allotjada a la Residencia de Señoritas, i després, mantindria durant anys correpondència amb la seva directora, María de Maeztu.
Va acabar els estudis el 1918 a Valladolid, amb el premi extraordinari de llicenciatura. Posteriorment va fer els cursos de doctorat a la Universitat Central.
Entre 1918 i 1921 va exercir primer com a professora auxiliar interina gratuïta i després com a professora ajudant de classes pràctiques a la Facultat de Filosofia i Lletres de Valladolid, en la secció d'Història, impartint les matèries de Geografia política i descriptiva i Paleografia, mentre preparava la tesi. Era la primera professora universitària espanyola, si exceptuem el nomenament d'Emília Pardo Bazán com a catedràtica de llengües no-llatines dels estudis de doctorat de Filosofia i Lletres.
La seva tesi de doctorat portava per títol La Gasca en América: contribución al estudio de la política colonizadora de España en América durante él siglo XVI, i va ser llegida el 1927 a la Universitat Central.
El 1921 va accedir, per oposició, i amb el número 16, al Cos Facultatiu d'Arxivers, Bibliotecaris i Arqueòlegs, tenint com a primera destinació la Biblioteca de la Universitat de Santiago de Compostel·la, on va romandre fins a 1930.
Aquest mateix any es va matricular a la Facultat de Dret, essent la primera dona a fer-ho. Fins al 1923 va cursar 15 matèries, en 11 de les quals obtindria la qualificació d'excel·lent. No obstant això, els seus passos professionals van quedar vinculats al món de les biblioteques, en el qual va fer una important tasca en la conformació de la Biblioteca Amèrica de la USC. Durant la seva estada a Galícia, va col·laborar amb el Seminari d'Estudis Gallecs, i va ser autora de molts treballs sobre la història de l'emigració a Amèrica i també sobre la història del llibre i la impremta a Galícia.
Va exercir de professora auxiliar de 1924 a 1930, any en què es va traslladar a Madrid. A l'octubre de 1930 va passar a treballar a la Biblioteca Nacional d'Espanya, essent-ne director Miguel Artigas. Va compatibilitzar aquesta feina amb la seva faceta investigadora, publicant diverses obres sobre emigració, la impremta i fons antic entre 1930 i 1935. Va llegir la seva segona tesi doctoral a la Universitat Central, aquest cop en Dret, titulada La colonització de la Patagònia en el segle XVIII (1930).
El 1931 es va afiliar a la FETE (Federació Espanyola de Treballadors de l'Ensenyament, d'UGT). Més tard, el 1935, es va afiliar al Partit Comunista i va ser membre de l'Associació d'Amics de la Unió Soviètica. Durant la guerra va formar part del Front Popular de Funcionaris i més tard del Sindicat de Treballadors d'Arxius, Biblioteques i Museus (STABYM), des de la seva fundació, el 1937.
Després del cop d'estat del 18 de juliol de 1936 el Ministeri d'Instrucció Pública i Belles arts va canviar la Junta Facultativa per una Comissió Gestora del Cos Facultatiu d'Arxius, Biblioteques i Museus, en la qual Luisa Cuesta va participar com a vocal. Aquesta gestora es va dissoldre i va ser continuada per la Comissió Delegada del Consell Central d'Arxius, Biblioteques i Tresor Artístic. Luisa Cuesta no va formar part d'aquesta comissió. No obstant, sí que formava part de l'equip que catalogava els llibres confiscats i dipositats a la Biblioteca Nacional per la junta de Confiscacions, que tenia per objectiu protegir el patrimoni bibliogràfic en temps de guerra. Luisa Cuesta va participar de manera activa en les accions de salvament i protecció d'obres d'art.
Va ser la directora de la Biblioteca Nacional durant l'etapa de la guerra civil, desenvolupant una important labor en la protecció del patrimoni bibliogràfic davant els bombardejos infringits a Madrid per l'exèrcit revoltat.
Al novembre de 1937, després del tancament dels arxius, biblioteques i museus de Madrid, se li va obrir procés. Entretant va ser destinada a la Biblioteca Pública de Guadalajara. La sentència comportà reducció de sou i trasllat forçós a la Biblioteca Pública i Arxiu de l'Agència Tributària de la mateixa ciutat. Després de la guerra civil va treballar en diferents biblioteques fins que el 1945 va ser readmesa a la Biblioteca Nacional al capdavant de la Secció d'Hispanoamèrica, càrrec que va exercir fins a la seva jubilació el 1962. Al llarg d'aquests anys del franquisme, en què fou marginada, els viatges de formació van ser el seu estímul; així doncs, va obtenir una beca per a una estada a les Biblioteques de Porto, Mafra, Lisboa i Villaviciosa. I després a biblioteques de França, Itàlia, Brussel·les i de nou a Portugal.

## Premis i reconeixements
La seva obra El feminismo y sus orientaciones actuales va rebre el premi Duquessa d'Alba a la Fira de la Dona de Pontevedra (1929)
Va obtenir el Premi Bibliogràfic Nacional del Ministeri d'Educació en dues ocasions.
L'aula núm. 19 de la Facultat de Filosofia i Lletres de la Universitat de Valladolid porta el seu nom des de 2015.

## Obres
- Los orígenes de la Biblioteca Universitaria de Santiago. Santiago de Compostela: Tip. de El Eco Franciscano, 1930.
- La emigración gallega a América, Archivos del Seminario de Estudios Gallegos, 1932, pp. 141–217.
- La Universidad de Santiago: su pasado, su presente y su porvenir, Boletín de la Universidad de Santiago, III, núm. 4 i núm. 8.
- La imprenta en Santiago de Compostela, Gutenberg-Jahrburch, 1932, pp. 202–244.
- María Lejárraga de Martínez Sierra, Vida femenina Nº 7 (1934).
- Un formulario inédito de Cataluña, Anuario de Historia del Derecho Español, núm. 11 (1934), pp. 479–486.
- Incunables con grabados en la Biblioteca Nacional de Madrid. Gutenberg-Jahrburch, 1935, pp. 74–92.
- Catálogo de obras iberoamericanas y filipinas de la Biblioteca Nacional de Madrid (redactado y ordenado por Dª LUISA CUESTA con la colaboración de MODESTA CUESTA; prólogo de FRANCISCO SINTES OBRADOR). Madrid, Dirección General de Archivos y Bibliotecas, 1953.[11]